# Candeia
Antônio Candeia Filho, ou simplesmente Candeia (Rio de Janeiro, 17 de agosto de 1935 – Rio de Janeiro, 16 de novembro de 1978), foi um sambista, cantor e compositor brasileiro.

## Biografia

### Primeiros anos
Filho de Antônio Candeia e Maria, Antônio Candeia filho nasceu em agosto de 1935. Sambista e boêmio, o pai tocava flauta em rodas de choro e samba na década de 1930 e é considerado o idealizador das Comissões de Frente das escolas de samba. Tanto sua casa quanto a de dona Ester, ambas localizadas no bairro de Oswaldo Cruz, eram frequentadas assiduamente por sambistas, como Paulo da Portela, João da Gente, Dino do Violão, Claudionor Cruz, Cumpadi Cambé, Zé da Fome, Luperce Miranda. Dessas reuniões, acabou nascendo um bloco carnavalesco que teve vários nomes até chegar a "Bloco Vai Como Pode". Desde os seis anos, Candeia frequentava esses encontros e, mais tarde, também participava das rodas musicais. Ainda jovem, aprendeu violão e cavaquinho, começou a jogar capoeira e a costumava ir a terreiros de candomblé. Como integrante da escola de samba Vai Como Pode, ele participou do núcleo original de sambistas que fundou a Portela.

### 1953–65: Primeira composição e carreira como policial
Em 1953, Candeia compôs seu primeiro samba para a nova escola de samba, "Seis datas magnas", em parceria com Altair Marinho, que conseguiu a nota máxima do júri, um fato inédito até então. Venceu outras quatro seletivas de samba da Portela: "Festas juninas em fevereiro" (1955) e "Legados de Dom João VI" (1957), ambos em parceria com Waldir 59, "Rio, capital eterna do samba" e "Histórias e tradições do Rio quatrocentão".
No início da década de 1960, Candeia ingressou na Polícia Civil, assumindo o cargo de investigador. Ganhou fama como policial enérgico e truculento, principalmente com prostitutas e malandros, e chegou mesmo a receber vários prêmios por sua atuação na corporação. Sem abandonar o samba, dirigiu o conjunto Mensageiros do Samba, ao lado de Picolino e Casquinha, que realizou suas primeiras apresentações no bar Zicartola e, mais tarde, em 1964, teve lançado um LP.
No entanto, sua carreira como policial terminou de modo trágico em 13 de dezembro de 1965. Ao se envolver em uma batida de trânsito, acabou surpreendido pelo motorista que lhe desferiu cinco tiros; um deles alojou-se na medula espinhal e o deixaria sem movimento nas pernas. Com a paralisia, foi obrigado a se aposentar por invalidez e passou a se locomover em cadeira de roda. A limitação física o levou a mergulhar em uma profunda depressão. Ao mesmo tempo, Candeia pôde se dedicar exclusivamente ao samba, que passaria por profundas mudanças. Segundo pessoas próximas, ele se tornou mais sensível, equilibrado e liberto, corrigindo seu caráter e enriquecendo sua obra como sambista, que atingiria maturidade de caráter lírico e social, mostrando um homem amargurado, mas que tentará resistir. Muitas de suas letras procurariam discutir sua nova condição, tendo no compor e cantar do samba o sentido e o significado de sua vida, bem como ele se dedicou a retomar o legado de seu pai através dos pagodes que comandava. Isso contribuiu para que o sambista começasse a resgatar sua auto-estima.

### 1965–78: Carreira musical e últimos anos
Em 1970, ele teve seu primeiro disco como intérprete lançado pela gravadora Equipe. O LP Candeia, cuja capa fazia um jogo com as palavras autêntico, samba, original, melodia, portela, brasil e poesia que formavam o nome do sambista, continha doze canções de sua autoria, entre elas "Dia da Graça", considerado um dos grandes sambas do compositor e feito em homenagem à Portela. No ano seguinte, foi lançado seu segundo LP, intitulado "Raiz" pela gravadora, que trouxe o samba "De qualquer maneira", outro clássico do samba, cuja letra cria uma imagem figurativa da cadeira de rodas de Candeia à de um rei em seu trono.
Em 1975, Candeia concluiu seu terceiro LP individual, "Samba de roda", lançado pela Tapecar. Também naquele ano, participou da gravação do LP "Partido em 5"", o primeiro de uma série de três volumes dedicados ao partido-alto, estilo que se tornou uma das bandeiras do sambista. Entre 1973 a 1976, Candeia foi um dos personagens do documentário homônimo de Leon Hirszman sobre o sub-gênero conhecido pela improvisação. Também em 1975, Candeia lançou um manifesto crítico aos rumos que a Portela vinha tomando no carnaval, com críticas severas e transparentes a direção, gigantismo, fantasias, alegorias, samba de enredo, destaques, participação de componentes e posição externa. Apesar do tom duro, o sambista apresentou propostas claras, radicais, elaboradas e sem meandros, que no seu entender evitaria que a escola não perdesse de vista seus objetivos iniciais. No entanto, elas jamais foram discutidas pela direção da escola de Oswaldo Cruz. Com isso, em dezembro daquele ano, Candeia e outros sambistas e compositores fundaram o Grêmio Recreativo de Arte Negra Escola de Samba Quilombo, que se propunha a ser uma agremiação carnavalesca diferente, enfatizando principalmente a identidade cultural afro-brasileira.
Em 1977, Candeia participou do álbum "Quatro grandes do samba", que contava também com Nelson Cavaquinho, Guilherme de Brito e Elton Medeiros. Também naquele ano, assinou com a gravadora estrangeira WEA, que era mais conhecida no mercado fonográfico por ser voltada a música dos Estados Unidos, fato que gerava críticas a Candeia. O sambista, no entanto, rebatia seus críticos, afirmando que jamais pensou em fazer concessões ao selo. A WEA lançou "Luz da inspiração", onde Candeia trabalhou suas reflexões sobre a identidade cultural do negro brasileiro após a abolição. Ainda em 1977, ele começou a escrever o livro "Escola de samba: a árvore que esqueceu a raiz". Candeia pretendia escrever o livro com Paulinho da Viola mas por falta de tempo do cantor, a obra foi escrita junto com Isnard de Araújo, devido à sua participação na criação do projeto Museu Histórico da Portela. Inicialmente proposto como um levantamento histórico da escola de samba, aproveitando depoimentos de integrantes da Velha Guarda portelense, o livro aprofundou as ideias de como uma escola de samba deveria se portar, como símbolo de arte e resistência negra.

## Morte
Com problemas nos rins decorrentes da sua paralisia, Candeia foi internado, mas se recusou a continuar o tratamento, alegando que não tinha tempo. Em 1978, seu livro foi finalmente lançado. Ele também conseguiu finalizar a gravação de Axé - Gente Amiga do Samba, o seu quinto e último álbum, considerado um dos mais importantes discos da história do Samba. Mas o sambista não viveria para ver seu lançamento. Em 14 de novembro daquele ano, ele teve uma crise aguda que o levou ao coma. O sambista foi internado no Hospital Cardoso Fontes, em Jacarepaguá. Seu estado piorou dois dias depois e Candeia morreu na manhã daquela quinta-feira, 16 de novembro de 1978, por conta da infecção renal. Poucos dias depois, a Warner Music lançou o disco.

## Discografia

### Álbuns de estúdio
| Álbuns | Álbuns                     | Álbuns | Álbuns    |
| Ano    | Título                     | Mídia  | Gravadora |
| ------ | -------------------------- | ------ | --------- |
| 1970   | Candeia                    |        | Equipe    |
| 1971   | Raiz                       | LP     | Equipe    |
| 1975   | Samba de roda              |        | Tapecar   |
| 1977   | Luz da inspiração          |        | WEA       |
| 1978   | Axé - Gente amiga do samba |        | WEA       |

### Participações
| Álbuns | Álbuns                  | Álbuns | Álbuns     |
| Ano    | Título                  | Mídia  | Gravadora  |
| ------ | ----------------------- | ------ | ---------- |
| 1964   | Mensageiros do Samba    |        | Philips    |
| 1975   | Partido em 5 Volume 1   |        | Tapecar    |
| 1975   | Partido em 5 Volume 2   |        | Tapecar    |
| 1977   | Quatro Grandes do Samba |        | RCA Victor |